# José Olózaga
José Olózaga Almandoz (Arnedo, 1810-Madrid, 1877) fue un funcionario, político y magistrado español, hermano del también político Salustiano Olózaga.

## Biografía
Nació en Arnedo el 7 de noviembre de 1810. A la edad de nueve años y con motivo de haber ganado su padre, en concurso público, una plaza de médico titular del hospital general, pasó a Madrid en compañía de aquel. Estudió en la Universidad de Alcalá de Henares y casi al mismo tiempo que su hermano Salustiano era perseguido por sus opiniones liberales, emigró al extranjero en 1845. Fue oficial del Ministerio de Gracia y Justicia durante el bienio progresista y después magistrado de la Audiencia de Madrid. Perteneció a la Junta Revolucionaria de 1868 y después del triunfo de esta habría rechazado el ofrecimiento de una cartera ministerial. Fue presidente del Consejo de Estado y, más tarde, reinando Amadeo de Saboya, presidente del Consejo de Administración del Monte de Piedad de Madrid. Desde el advenimiento de la Primera República se retrajo de los asuntos políticos. Falleció en Madrid el 6 de noviembre de 1877.